# Susanne Blumenthal

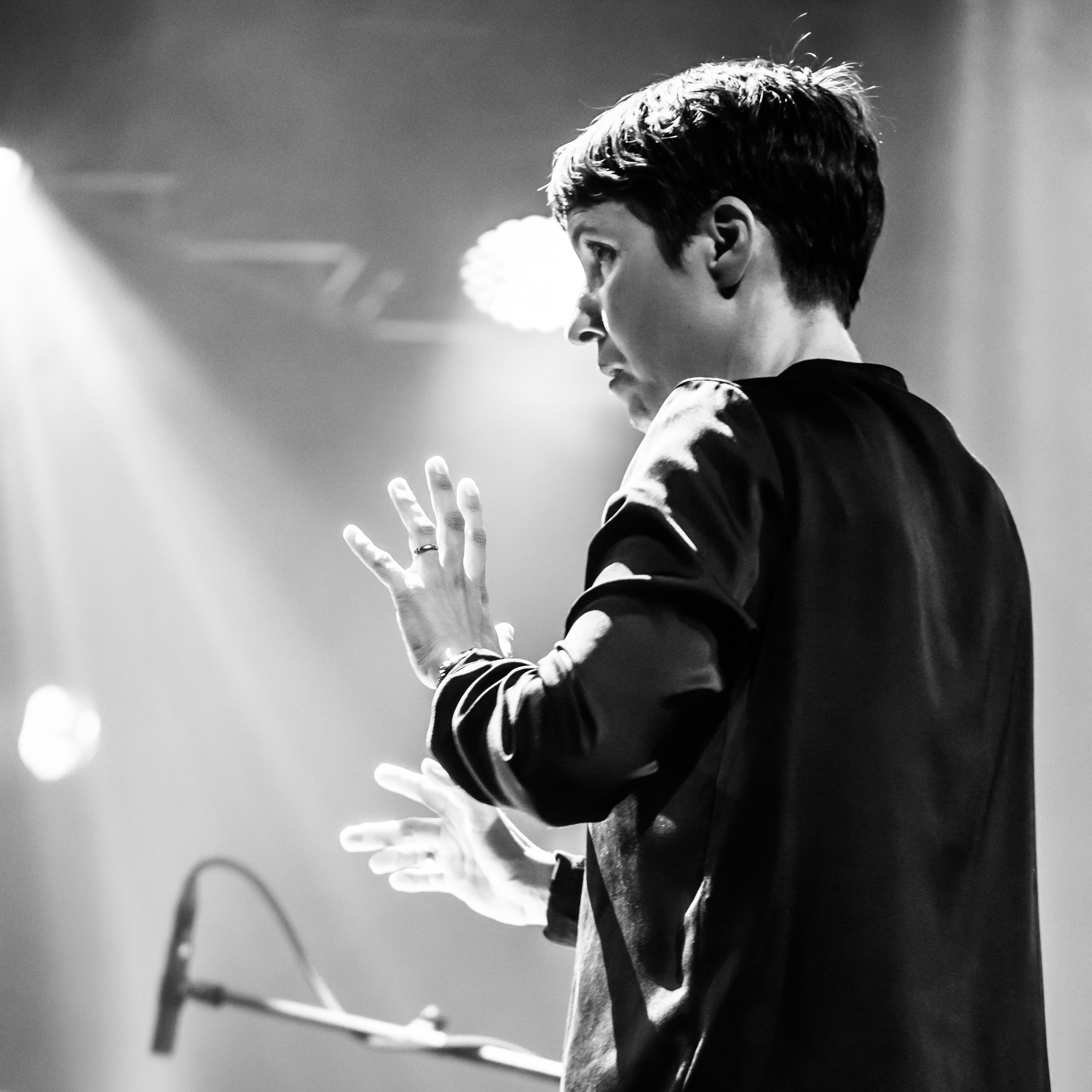
Susanne Blumenthal beim Moers Festival 2017

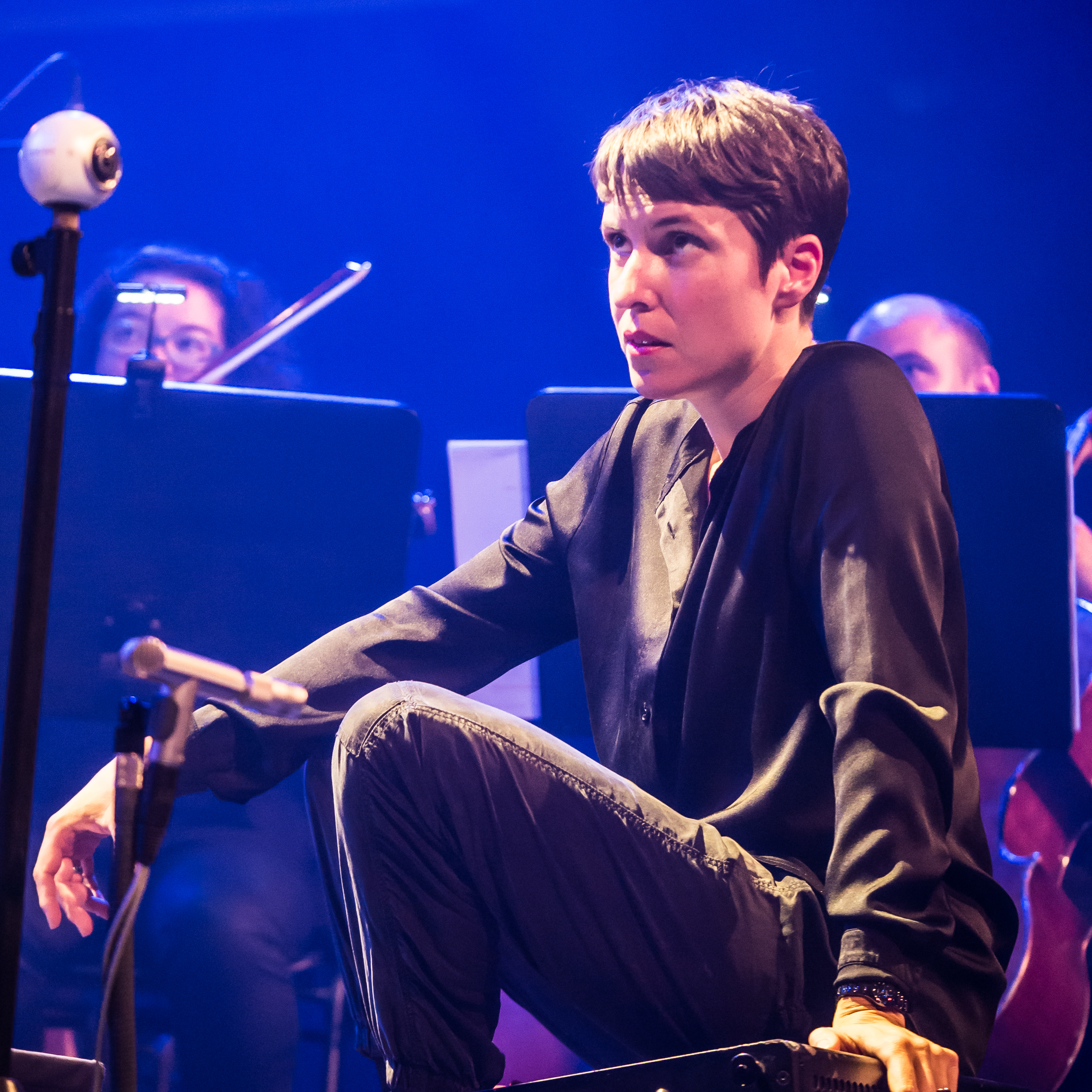
Susanne Blumenthal ebenfalls bei Moers Festival 2017

Susanne Blumenthal (* 1975 in Bonn) ist eine deutsche Pianistin und Dirigentin.

## Leben und Wirken
Susanne Blumenthal wurde 1975 in Bonn geboren, studierte Deutsch und Schulmusik in Mainz und in Köln und später Dirigieren mit dem Schwerpunkt Chorleitung an der Folkwang-Hochschule in Essen. Ihr Examenskonzert absolvierte sie 2005 mit den Bergischen Symphonikern, dem Orchester der Städte Remscheid und Solingen.
Von 1997 an leitete sie verschiedene Vokal- und Instrumentalensembles, übernahm 2001 die Leitung des Chors Tonart, dem sie bis Januar 2014 als Dirigentin vorstand, leitete ab April 2003 als Dirigentin zusätzlich die Volksbühne Bergisch-Neukirchen, gründete 2005 das Vokalensemble O:TON und übernahm ab August 2006 Aufgaben als musikalische Assistentin des Philharmonischen Chores in Köln. Anfang 2006 gründete Susanne Blumenthal das Helios Ensemble, ein Quartett aus Gesang, Trompete, Cello und Klavier, bei dem sie sich selbst als Pianistin einbrachte. 2007 gewann sie den 1. Preis beim Dirigentinnen-Wettbewerb der Bergischen Symphoniker, erhielt dort danach für Spielzeit 07/08 ein Stipendium des Landes NRW und leitete diverse Konzertproduktionen des Orchesters.
Ende 2008 gründete sie zusammen mit dem Bariton Hartmut Schulz und der Trompeterin in Susanne Knoop das EOS Kammerorchester Köln für Musik des 20./21. Jahrhunderts. Es ist wiederholt bei Festivals mit Niels Klein und mit Ingrid Laubrock aufgetreten und nahm auch gemeinsame Alben auf (Dreamt Twice, Twice Dreamt, 2020).
Von Oktober 2009 an war sie für ein Jahr Stipendiatin der Internationale Ensemble Modern Akademie, wo sie insgesamt 14 Konzertproduktionen leitete und übernahm anschließend die musikalische Leitung in dem im Jahr 2010 gegründeten Orchester Manufaktur für aktuelle Musik (MAM.manufaktur). Nach einem kurzen Engagement beim Studentenorchester Münster 2011/2012 übernahm sie zu Beginn der Konzertsaison 2013/2014 die musikalische Leitung des Philharmonischen Chores Bochum als Dirigentin und war seit dem Wintersemester 2014/2015 Dozentin für Orchesterdirigieren an der Hochschule für Musik und Theater Leipzig. Seit 2021 ist sie als Professorin für Neue Musik an der Hochschule für Musik und Tanz in Köln tätig.
Besonders gefragt für ihre Interpretationen zeitgenössischer Musik, hat Susanne Blumenthal außer mit den eigenen MAM.manufaktur und EOS Kammerorchester (s. o.) u. a. eng mit Komponisten wie Isabel Mundry, Manos Tsangaris, Rebecca Saunders, Helmut Lachenmann, Lucia Ronchetti, George Lewis, Hans Zender, Nicolaus A. Huber, Friedrich Cerha, Johannes Kalitzke, Mark Andre, Simon Steen-Andersen, Beat Furrer, Oxana Omelchuk, Gordon Kampe, Ying Wang und Vito Žuraj zusammengearbeitet. Dirigiert hat sie z. B. das Rundfunk-Sinfonieorchester Berlin, das SWR-Vokalensemble, PHACE, das Ensemble Musikfabrik, das Talea Ensemble (NY), das SWR-Sinfonieorchester und das RSO Wien.